# 虬龙沟
虬龙沟，明代称息民沟，清代虞城县作惠民沟，夏邑县境内称虬龙沟，永城市境内称卧龙沟，20世纪中叶治理后统称“虬龙沟”，位于中華人民共和國河南省东部，为沱河上游左岸支流。现今虬龙沟发源于虞城县利民镇西北部，废黄河南大堤南侧，东南流经虞城县北部，夏邑县中部等地区，最后于夏邑县和永城市交界处汇入沱河。全长78公里，流域面积710公里。